# Křídlo mandelíka
Křídlo mandelíka je obraz od Albrechta Dürera. Autor jej namaloval podle mrtvého ptáka někdy v letech 1500-1512.

## Historie
Velikost akvarelového obrazu je 19.6 x 20 centimetrů a je součástí sbírek vídeňské Albertiny. V roce 2013 bylo dílo zapůjčeno s dalšími Dürerovými díly Národní galerie ve Washingtonu.
Mladý Dürer se zprvu učil zlatnickému umění, teprve později se věnoval malířství. Intenzivně studoval pojetí barev a prostoru, nejvýrazněji jej inspirovali Andrea Mantegna a Belliniové. Tvorba Albrechta Dürera vytvořila základ pro vývoj vrcholné renesance v Německu. Obraz Křídlo Mandelíka je Dürerovým triumfem nejen v zacházení s barvami, ale hlavně v práci s černou a bílou. Ukazuje Dürerovu schopnost přesného vyjádření detailu, jeho umění zobrazit přírodu velmi realisticky, jako odpověď na kolorismus.